# Misztériumvallás
A misztériumvallások vagy misztériumkultuszok az ókori görög-római világ kultuszai voltak, amelyeket titoktartás és a beavatási rítus jellemezett. A vallási tanításokat és szertartásokat titokban tartották a kívülállók elől; csak a beavatottak számára volt ismert és érthető.

## Etimológia
A szó, a görög müó – titkot tartok, illetve müomai – beavattatom szóból, valamint a müsztérion, és a müein – bezárulni, magába zárni, latin mysterium igéből ered.
„A görög szó elsősorban a száj bezárására, hallgatásra, továbbá a szem lezárására vonatkozik, a misztérium ugyanis a külső szem számára láthatatlan, emberi szóval kifejezhetetlen dolgok szemlélése… csak a kiválasztottak számára megismerhető isteni kinyilatkoztatás.”.
Tágabb értelemben a tökéletesség intuitív, bensőséges, a külvilágtól és a racionális gondolkodás útjától elfordult keresése, törekvés az istenséggel való egyesülésre.

## Jellemzői
A misztériumvallások követői, a vallási társaságok tagjai szigorú titoktartásra kötelezték magukat. A tagoknak meg kellett őrizniük a kultusz rituáléinak és tudásának titkosságát.
Általában egy istenséget tiszteltek vagy imádtak, de néhány misztériumkultusz több istenséget is tisztelt.
A kultusz középpontjában többnyire valamelyik keleti meghaló és feltámadó isten állt, és azt a hitet táplálta, hogy amint a mítosz istene sokat szenvedett és meghalt de dicsőségesen feltámadt, úgy a beavatottak is, bármily rossz a sorsuk, haláluk után feltámadnak és az istenség részesévé válnak, istenükkel uralkodnak, megistenülnek. 

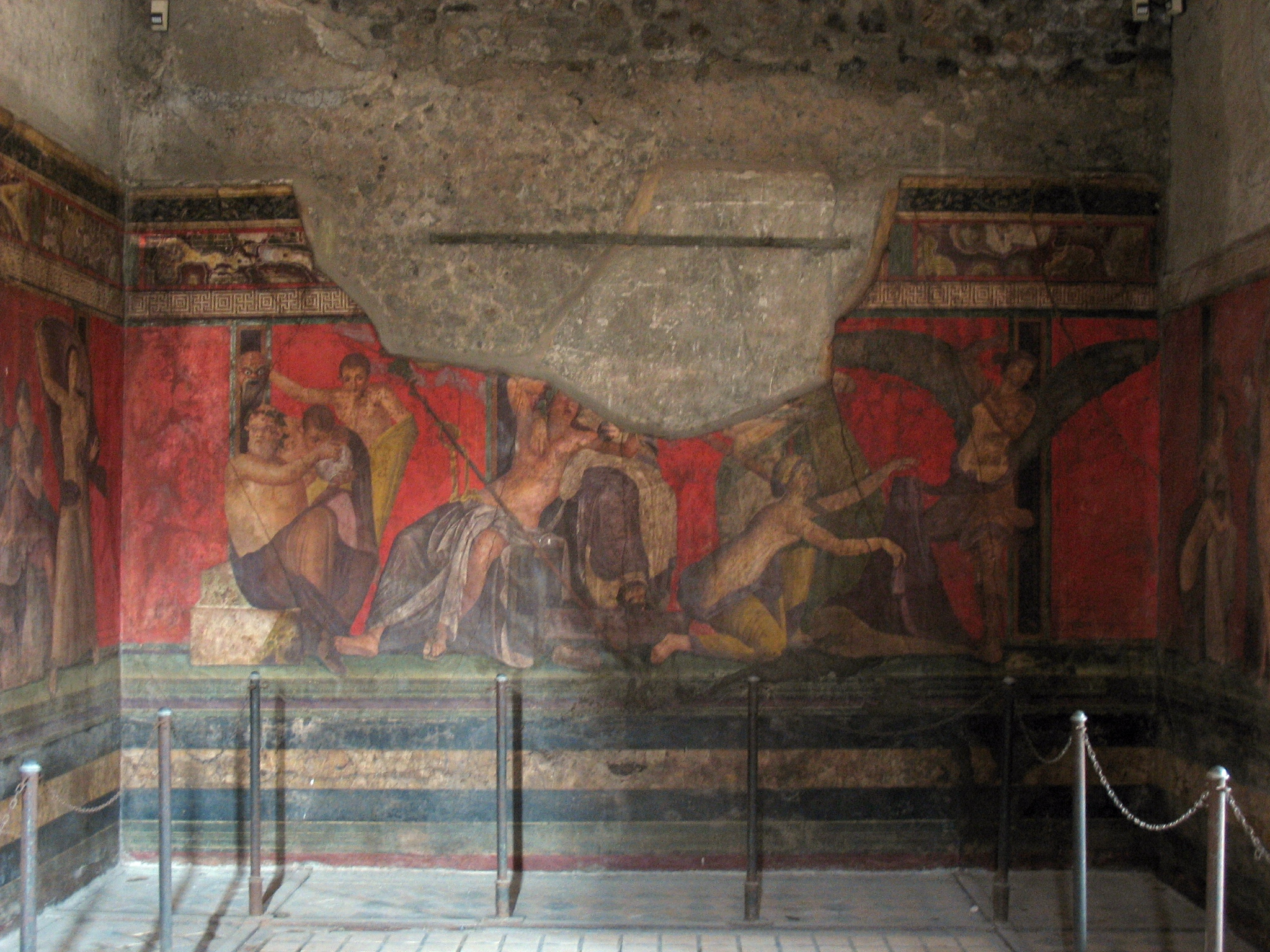
Beavatási rituálé a pompeii Rejtélyek Villájából

Sok modern vallással ellentétben a misztériumkultuszok nem zárt hitrendszerek voltak. A misztériumkultuszba való beavatás nem jelentette az összes többi isten elhagyását, és a beavatottak továbbra is részt vettek a külső, főáramú vallási életben. Ez a misztériumkultuszokat a hagyományos görög- római vallásgyakorlatok kiegészítőjévé tette.
A rítusok gyakori összetevői általában a szent szimbólumok és mágikus szertartások, szentségi és megtisztulási rituálék voltak, amelyek magukban foglalhatták az áldozatokat, a rituális megtisztulást, a böjtöt vagy az önmegtartóztatást, a szent táncot stb.
Fontos eleme a beavatás, amelyet gyakran böjt, és egyéb rituális szertartások előznek meg.
A misztériumvallások fő ünnepein gyakran előadták a mítoszt (misztériumjáték), amely köré az adott vallás szövődött. Ehhez szent lakoma, áldozatok, körmenetek, mosakodások, szent italok fogyasztása, szent nász tartozhatott.
Az egyes misztériumvallások földrajzi területekhez és történelmi periódusokhoz kötötten alakultak ki, de a Római Birodalomban – kiemelten a császárkorban – voltak a legelterjedtebbek. A római köztársaság válsága idején az emberek tömegesen fordultak el a hivatalos államvallástól, és titkos vallási társaságokba tömörültek.
Az ókori misztériumvallások egyik típusa görög eredetű, például az eleusziszi és a Dionüszosz-misztérium, míg a másik típusba tartozók egyértelműen keleti eredetre tekintenek vissza, például a kis-ázsiai Attisz és Kübelé, az egyiptomi Ízisz és Ozirisz- és a perzsa eredetű Mithrász-misztérium.
A misztériumkultuszok közös jellemzői:
- a titoktartás,[2]
- a beavatási rítusok,[1]
- önkéntes részvétel,
- közös étkezések, táncok és szertartások,[1]
- éjszakai szertartás,
- előzetes megtisztító rítusok,
- a jutalom ígérete ebben és a következő életben,
- a kultusz istenével való személyes kapcsolat megtapasztalása,
- a városon kívüli találkozóhely,
- a kultuszhoz való hozzáférhetőség férfiak és nők, szabadok és rabszolgák, fiatalok és idősek számára egyaránt.

Társadalmilag az utóbbiak fontos megkülönböztetést jelentettek a városi ünnepektől, amelyek csak szabad polgárok, csak férfiak vagy csak nők számára voltak nyitottak.
A közösségek tagjait – legalábbis elvben – egyenrangúnak tekintették: az egyik ember a másik testvére volt, származásától, társadalmi rangjától, nemzetiségétől függetlenül.
Mivel az egyes misztériumközösségekbe való tagság személyes döntés kérdése volt, a propaganda és a missziós munka elkerülhetetlen volt. Ízisz és Mithrász vallásában különösen nyilvánvaló volt a missziós buzgóság.
Ízisz és Mithrász követői Rómát tekintették istentiszteleteik központjának, és a várost sacrosancta civitas („szent város”) néven említi a 2. századi Apuleius, az Ízisz-kultusz követője.

## Történelem
Az ókor különböző misztériumkultuszai nem mind közös eredetűek. Egymástól függetlenül fejlődtek ki olyan régiókban, mint Görögország, Perzsia, Anatólia és Egyiptom, különböző időpontokban és különböző körülmények között. E kultuszok legkorábbi megjelenésének bizonyítékai a Kr.e. 6. századi Görögországból származnak.
Az ókori Hellászban az eleusziszi misztériumok  voltak a legkorábbi és leghíresebb misztériumkultuszok és több mint egy évezredig álltak fenn. Az Athén melletti eleusziszi (ma Elefszína) található Démétér-szentélyről nevezték el. A titkok feltárását halálbüntetéssel büntették. A Kr.e. 5. század végére erősen befolyásolta őket az orfizmus.
Püthagorasz, miután beavatták az egyiptomi misztériumokba, egy ezoterikus iskolát is alapított a calabriai Krotónban (→ püthagoreusok), amely híveinek ünnepélyes esküt kellett tenniük. Platón sok gondolatot átvett a korábbi görög vallásból, különösen a püthagoreus testvériségből és az eleusziszi közösségekből, és filozófiáját gyakran a misztériumokból származó kifejezésekkel írta le.
A hellenisztikus korszakban a misztériumrítusok fontos fejleményei a görög keleten mentek végbe, ahol a görög és a keleti vallás elemei keveredtek.
Kübelé és Attisz kultusza, amely Kis-Ázsiában keletkezett, valamint Mithrász kultusza, amely az iráni-perzsa kulturális területen keletkezett, a római tartományok nagy részére átterjedt.
Mithrász kultusza idővel az egész római birodalomban elterjedt és rivális volt a korai kereszténységgel.
A misztériumkultuszok gyakran ellentmondásosak voltak az ókori világban titokzatosságuk és népszerűségük miatt. Egyes kultuszok felforgatták a társadalmi normákat is, különösen azok, amelyek lehetővé tették a különböző társadalmi csoportok – például a rabszolgák és a szabadok – szabad keveredését.
A görög eredetű dionüszoszi misztériumok gyakran célponttá váltak, egyrészt azért, mert szertartásai kicsapongó boriváshoz, eksztatikus vagy rituális őrülethez, szexuális tartalmú szertartásokhoz kapcsolódtak. Emiatt felmerült a gyanú, hogy a kultusz hozzájárul a rendbontáshoz, a bűnözéshez és az erkölcstelenséghez.
Dionüszosz-kultusz okot adott a római közigazgatásnak a kevés korai állami beavatkozás egyikére. A bacchanáliákat betiltották azon az alapon, hogy a beavatás szexuális kicsapongás formájában történik.
Az ókori római birodalomban vegyes volt a hozzáállás az idegen eredetű misztériumkultuszokhoz. Egyes kultuszok, mint például a Magna Mater, könnyen beolvadtak a római kultúrába. Mások, mint például az Ízisz-kultusz, a tolerancia és az idegengyűlölő üldöztetés ciklusain mentek keresztül.
A Kr.e. 1. században azonban az idegen kultuszok iránti növekvő intolerancia ellenére széles körben elterjedtek.
A keleti misztériumok közül az egyik legnépszerűbb Ízisz kultusza volt. Már Augustus császár idejében divat volt Rómában, időszámításunk kezdetén. A császár, aki vissza akarta állítani a római vallási hagyományokat, nem szerette a keleti hatásokat. De befolyásos emberek, mint például Marcus Valerius Messalla hadvezér, erősen pártolták az Ízisz-misztériumokat.
A római világban a kereszténység térnyerése bizonyos mértékig egybeesett az egyiptomi kultuszok terjeszkedésével. Ízisz kultusza a Krisztus utáni 1. és 2. században terjedt el Itáliában.
A misztériumiskolák és kultuszok a késő ókorban virágoztak és időszámításunk kezdetén az első három században érték el népszerűségük csúcsát.
Az első három évszázadban a különböző misztériumvallások egymás mellett éltek a Római Birodalomban. Mindegyik helyi és nemzeti kultuszból fejlődött ki, majd később kozmopolitává és nemzetközivé vált.
A görög és római városok középosztálya a dionüszoszi kultuszokat részesítette előnyben. A tengeri kikötővárosokban és a kereskedővárosokban az alsó középosztálybeliek Ízisz kultuszát követték. A Magna Mater itáliai követői elsősorban kézművesek voltak. Mithrász főleg a katonák, a birodalmi tisztviselők és a felszabadítottak istene volt.
Magna Mater (Kübelé) és hitvese, Attisz a római panteonba kerültek, és idővel római isteneknek tartották őket. Úgy tűnik, kultuszukat különösen Kr. u. 50 körül, Claudius császár idején ösztönözték.
A Dionüszoszi vagy Bacchus-kultuszok a birodalom nagy részén virágoztak, a tulajdonképpeni Görögországban, a görög szigeteken, Kis-Ázsiában, a Duna mentén és különösen Itáliában és Rómában. Feliratok százai tanúsítják a Bacchus misztériumot.
Egyes körökben az orfikus és a dionüszoszi eszmék keveredtek, például Rómában. Ennek a közösségnek a tagjai éjszaka összegyűltek egy helyen, és fáklyák fényénél tartották az istentiszteleteiket. Szertartásuk vértelen áldozatból állt, és tömjénezést, imát és dicsőítő énekeket is alkalmaztak.
A perzsa eredetű isten, Mithra (Mithrász) kultusza jóval később jelent meg, valószínűleg nem korábban, mint a 2. század.
A kutatók a 4. század közepén élő Iulianus császárt is különféle misztériumkultuszokkal hozták kapcsolatba, főleg a Mitrásszal.
A késő ókor misztériumvallásait a 4. századtól kezdődően a kereszténnyé váló római birodalom üldözte.
Ízisz és Ozirisz kultusza Dél-Egyiptomban, Philai-ban egészen a 450-es évekig tartott, jóval a 4. század végének császári rendeletei után, amelyek elrendelték a „pogány” templomok bezárását.

### Hatása
A 3. századtól kezdődően, de főleg Konstantin császárrá válása után, a misztériumvallások bizonyos összetevői elkezdtek beépülni a főáramú keresztény gondolkodásba és gyakorlatokba, ahogy ezt a disciplina arcani  is tükrözi, hogy a vallás bizonyos tanainak és rítusainak ismeretét elzárták a kívülállók elől.
A misztériumkultuszok széles körű elterjedése nem kis befolyást gyakorolt a késő ókori filozófiai gondolkodásra is, amint azt az újplatonizmusra, az újpüthagoreizmusra és a gnoszticizmusra jellemző metafizikai spekulációk mutatják.
A misztériumhagyomány befolyása később az egész keresztény középkoron át fennmaradt, a templomos lovagok, a Grál vagy a Chartre-i iskola misztikus áramlataiban, amelyek gyakran olyan titkos társaságokat vagy mozgalmakat hoztak létre, amelyeket eretnekséggel vádoltak. Ezek valamint más, különböző körökből érkező hatások előkészítették a terepet a modern korban a rózsakeresztes testvériség számára is.
A 19. század végén Helena Blavatsky megalapította a Teozófiai Társulatot, amely az ősi okkult bölcsesség (vagy teozófia) újjáélesztése volt, amelyet a múlt misztériumiskoláiban tanítottak. Hasonlóképp, Rudolf Steiner, az Antropozófiai Társaság 20. századi megalapításával kifejezetten a misztériumok megújítását tűzte ki célul, amelynek célja azonban a rózsakeresztes inspirációból kiindulva ezentúl Krisztus kinyilatkoztatása lesz, ellentétben az ókoriakkal.

## Letűnt korok misztériumvallásai
A legismertebb misztériumvallások és kultuszok:
- az eleusziszi misztériumok (wd), Démétér, Perszephoné és Hádész hármasának tiszteletére,
- a perzsa-iráni eredetű Mithrász kultusza
- az Egyiptomból származó Ízisz kultusza (a misztériumkultusz istenségének azonban már nincs sok köze a hagyományos Íziszhez)
- Kübelé (az istenek anyja), valamint Attisz kultusza
- a kabirok (wd) (görög istenségek) kultusza, amely a khthonikus istenségekhez és a szamothrákiai misztériumokhoz kapcsolódnak
- a Dionüszoszi misztériumok
- Bona Dea kultusza

Megemlítendők a következő kultuszok is:
- Ozirisz
- emeszai Baál kultusza
- Harpocrates kultusza, Hórusz avatárja
- Jupiter Dolichenus (wd), a kultusza 2-3 században terjedt
- Sabazios kultusza
- a telkhinek, Rodosz istenségeinek kultusza
- Trophonios kultusza
- Szamolxisz kultusza
- Despina kultusza

## Korai kereszténység
Az őskereszténység görög és kopt nyelvű iratai, továbbá az apokrif evangéliumok számos misztikus vonást tartalmaznak, amelyek hasonlóságot mutatnak a misztériumvallások és a titkos tanítások útján terjedő tanokkal. Például az Alexandriai Kelemen leveleiben említett „Márk titkos evangéliuma”, az Alexandriában elterjedt keresztény elemeket is tartalmazó gnosztikus tanokat tartalmazta, vagy a „Héberek evangéliuma”, amely a kanonikus evangéliumoktól eltérően, misztikus alapon tárgyalja Jézus életét.
Tamás evangéliuma – Jézus Tamásnak elmondott és általa később lejegyzett titkos szavainak gyűjteménye – alapján a korai keresztény tanok a gnózis és az ezotéria hagyományain alapulnak, és mint ilyenek csakis a tanítványok számára ismerhetőek meg. A paulinizmus erősödése fokozatosan kiszorította a misztériumvallásokat, ám Pál apostol eretnekséggel kapcsolatos tanításai, valamit erkölcsi és vallási fordulása azt sugallják, hogy a kereszténység eredete misztikus kinyilatkoztatás.
A kereszténység sok tekintetben eltér az ókori misztériumvallásoktól, de azok hatására fejlődött ki a keresztény liturgia, különösen annak a korábbi agapékból, a szeretetlakomákból kialakuló, Krisztus reális jelenlétét valló, a kenyér és a bor fogyasztása által, az Isten Fiával való egyesülést nyújtó misztikus lakomája.
A szentmise liturgiájának, áldozat és áldozatjellegének kialakítása a korabeli vallások szertartásrendjének és szimbolikájának felhasználásával történt.
A 3. századtól a misztériumvallások hatására kifejlődött ki a disciplina arcani is, vagyis az a szokás, hogy a keresztények áldozatukról nem beszéltek és nem is írtak, és szertartásaikat a kívülállók felé a titokzatosság ködébe burkolták.
A misztériumvallások mítoszainak és ideológiájának megannyi motívuma talált utat a kereszténységbe. A napkultusz és napmisztika hatására kezdték nevezni Krisztust az üdv Napjának (Sol Salutis); a a császárkultusz  mintájára és ellensúlyozására alakult ki a Krisztus-király képzete. Mária, az istenanya nem más, mint az egyiptomi Ízisz kereszténnyé lett mása; ezért nagyon is érthető, hogy az istenanya kultusza éppen Egyiptomból kiindulva terjedt el. (→ Mária-kultusz)

## Példák a mai misztériumvallásokra
- Candomblé
- Druida vallás (újdruidák)
- Ezoterikus kereszténység
- Gnoszticizmus
- Hermeticizmus
- New Age egyes ágai
- Odin Testvériség
- Santería
- Shaolin (keleti eredetű)
- Thelema
- Vudu
- részben az Újpogányság, a Wicca ágai
  - kiemelten a Brit Tradicionalizmus, Kelta-Wicca Hagyományőrzők Egyháza
- Jeziditák
- Párszizmus